# Винер, Леопольд

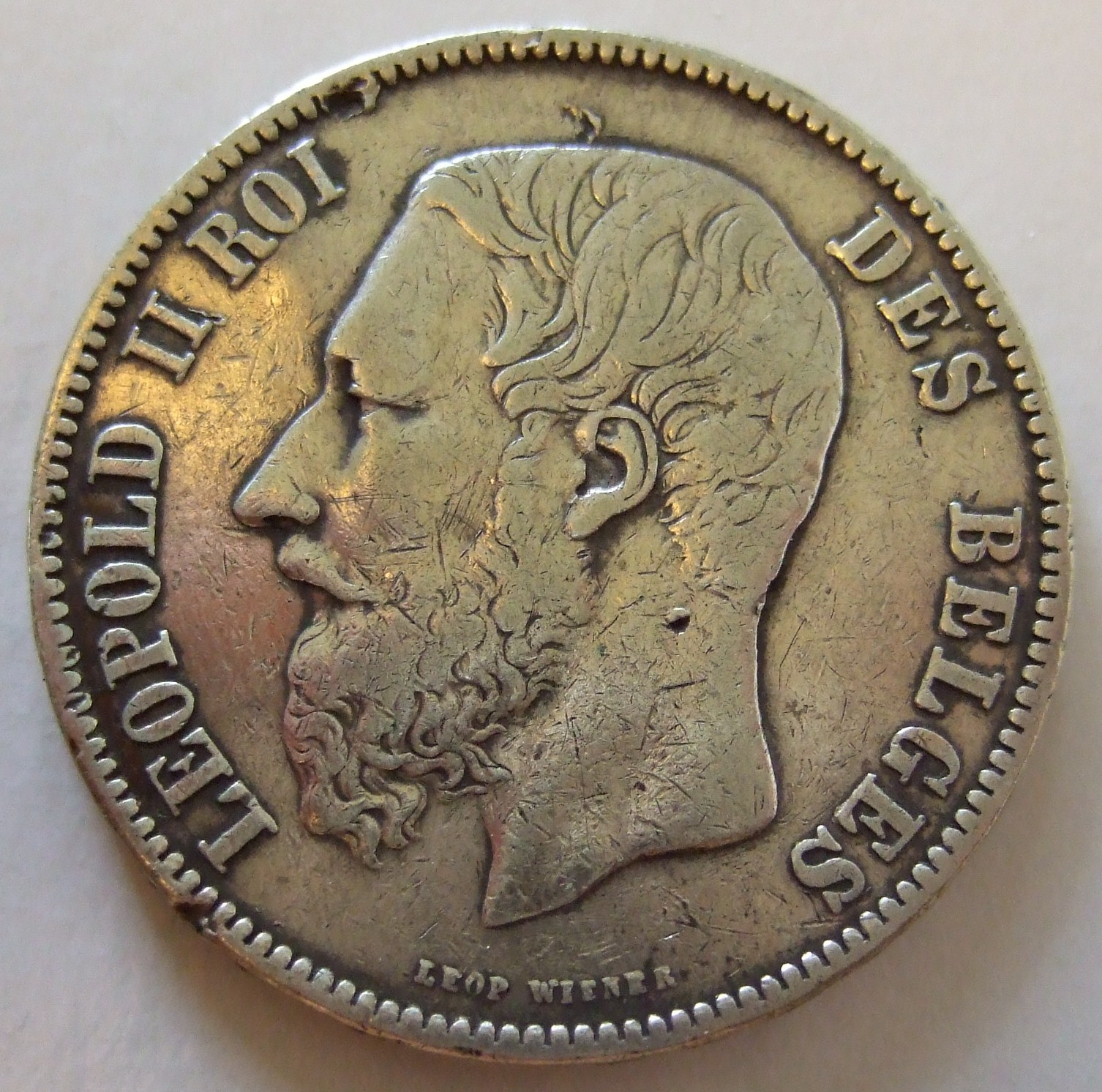
5 франков 1873 года, Бельгия, подпись — «LEOP WIENER»

Леопольд Винер (нидерл. Leopold Wiener, 2 июля 1823, Венло — 11 февраля 1891, Брюссель) — бельгийский скульптор, медальер и резчик монетных штемпелей.

## Биография
Учился в мастерской своего брата Якоба, затем в Королевской Академии изящных искусств в Брюсселе и в Париже у Давида д’Анже и Жан-Жака Барра.
С 1847 года работал в Брюсселе, с 1864 года — первый гравёр Монетного двора в Брюсселе.
Известные работы:
- штемпеля для бельгийских монет в 2½ и 25 франков 1848 года, ¼, ½, 1, 2, 2½, 10 и 25 франков 1849 года, 50 сантимов, 1, 2 и 5 франков 1866 года;
- штемпеля для монет Бельгийского Конго в 2, 5, 10, 50 сантимов, 1, 2 и 5 франков 1887 года;
- штемпеля для швейцарской монеты в 20 франков 1883 года;
- медали: Общества поощрения фламандской литературы (наградная, совместно с братом Якобом, 1847), за помощь в борьбе с эпидемией холеры в Бельгии (1849), к конгрессу врачей-гигиенистов в Брюсселе (1852), в честь 25-летия независимости Бельгии (1855), на сооружение моста через Рейн около Кобленца (аверс, 1864), к Международному конгрессу археологов в Амстердаме (1866), с портретом художника Ханса Мемлинга (1871);
- жетоны Нумизматического общества в Брюсселе с портретами: Хендрика Гольциуса (1867), Герарда ван Лоона (1880), Луи де Костера (1886).

Свои работы подписывал: «L. WIENER», «LEOPOLD WIENER», «LEOP:WIENER», «LEOP WIENER» или «LW».